# Mihail Jefimovics Fradkov
Mihail Jefimovics Fradkov (oroszul: Михаил Ефимович Фрадкoв; Kurumocs, Kujbisevi terület, 1950. szeptember 1. –) orosz politikus, a közgazdasági tudományok doktora,  2004. március 5. és 2007. szeptember 14. között Oroszország miniszterelnöke. 2007. október 5-étől az orosz Külső Hírszerző Szolgálat (SZVR) elnöke.
Apja, Jefim Boriszovics (Berovics) Fradkov a Szovjetunió Hőse kitüntetés birtokosa.

## Tevékenysége 2007-ig
1972-ben egy moszkvai műszaki főiskolán mérnöki diplomát szerzett. Két évig a Szovjetunió indiai nagykövetségén, 1975-től egy nehézipari külkereskedelmi vállalatnál dolgozott. 1984-től a külkereskedelem szabályozásával foglalkozó központi hivatalok főigazgató-helyettese, illetve főigazgatója volt.
A Szovjetunió felbomlása után, 1991-ben az ENSZ genfi szervezeténél Oroszország állandó képviseletének főtanácsosa, az ENSZ kereskedelmi és vámügyi szervezetében (GATT) az ország képviselője. 1992-től a Külgazdasági Kapcsolatok Minisztériumában miniszterhelyettes, 1997-től miniszter. A kormány menesztése és a minisztérium megszüntetése után egy biztosítótársaság igazgatótanácsának elnöke. 1999 májusától egy évig kereskedelmi miniszter, de Putyin elnökké választása után a kormány visszaadta megbízatását. Fradkovot Oroszország Nemzetbiztonsági Tanácsának első helyettesévé nevezték ki, a gazdasági kérdések tartoztak hozzá. 2001 márciusától a Szövetségi Adórendőrség igazgatója, a szervezet feloszlatása után 2003 májusától miniszteri rangban Oroszország képviselője az Európai Uniónál.
2004. március 5-én nevezték ki  kormányfőnek. 2007. szeptember 12-én, – a közelgő parlamenti-, majd utána elnökválasztásokra tekintettel, – maga kérte felmentését, amit Putyin elnök elfogadott. Megbízott kormányfőként még két napig maradt hivatalában. Mihail Fradkov érdemeit elismerve Putyin kiemelte, hogy kormányzása idején az országban gyorsult a gazdasági növekedés üteme, csökkent az infláció és nőttek a lakosság bevételei is.
Számos politikai elemző szerint Fradkov „technikai miniszterelnök” volt, akinek nem volt saját politikája. A legfontosabb döntéseket az elnöki adminisztrációnál hozták. 2005 novemberében Putyin egyébként is szűkítette a kormányfő mozgásterét, amikor két helyettest nevezett ki mellé: az elnöki adminisztráció vezetőjét, Dmitrij Medvegyevet, az ún. kiemelt nemzeti programok végrehajtásának felelősét, és Szergej Ivanov védelmi minisztert, a hadsereg és a hadiipar felelősét.